# Jaciment arqueològic de Bell Resguard
El Jaciment arqueològic de Bell Resguard és un jaciment arqueològic de l'època romana que es troba al Masnou (el Maresme), inclòs a l'Inventari del Patrimoni Arqueològic i Paleontològic de Catalunya.

## Accès
Es troba en un solar delimitat pels carrers Joan Carles I, Constitució i Rosa Sensat, en una zona gairebé plana.

## Descripció
Es tracta d'un jaciment d'època romana documentat en fer unes obres, a principis dels anys 80, amb la localització de fragments d'opus signinum i material ceràmic dispers format per àmfora i tegulae.

## Història
Durant els rebaixos de la primera fase d'urbanització de la zona va quedar visible la secció d'un paviment d'opus signinum i una alineació de pedres que semblaven tenir-hi relació, a més de la presència de nombrosos fragments de teules i àmfores per tota la zona. S'informà d'aquestes troballes al Servei d'arqueologia de la Generalitat de Catalunya a finals 1985, que aturà els treballs urbanístics, i propicià una actuació d'urgència per tal de documentar les restes afectades.
Durant la segona fase d'edificació, el 1986, es va realitzar una intervenció arqueològica per delimitar l'extensió del jaciment. Al llarg d'aquesta intervenció es van obrir un seguit de rases que permeteren documentar paviments d'opus signinum amb restes de murs associats, i estrats d'amortització que contenien materials d'època romana tals com àmfores, dòlies, teules i fragments de ceràmica terra sigil·lada.
Donades les característiques de les troballes - material ceràmic i estructures conservades - el jaciment sembla suposar la pars rustica  (part productiva) d'una vil·la romana la qual, donades les dades aportades pel material permeten fixar l'origen de l'establiment en època republicana tenint una continuïtat, com a mínim, en època altimperial.
A la prospecció efectuada el 2008, amb motiu de la revisió de la carta arqueològica del Maresme, no es documentaren restes materials ni estructurals a la zona que permetin aportar més informació, donat que aquesta àrea es troba completament urbanitzada, fet que fa probable la destrucció del jaciment.